# Obogaćeni uranij
Obogaćeni uranij ima povećani sadržaj izotopa uranija-235, jer u prirodnom uraniju ga ima samo 0,711%. U prirodi se mineralna sirovina pojavljuje kao smjesa izotopa uranija-238 (99,284%), uranija-235 (0,711%), te vrlo malih količina uranija-234 (0,0058%). U nuklearna goriva ubrajaju se tri fisilna materijala: uranij-233, uranij-235 i plutonij-239. Samo jedan od njih je nađen u prirodi više nego u tragovima i to je uranij-235, pa ga zovemo prirodno nuklearno gorivo. Druga dva nuklearna goriva se dobivaju umjetno, u nuklearnim reaktorima. Bombardiranjem neutronima uranija-238 nastaje plutonij-239, a od torija-232 nastaje uranij-233 i to su umjetna nuklearna goriva.
Budući da se danas grade pretežno nuklearni reaktori s običnom vodom, postupci obogaćivanja uranija dobivaju sve veće značenje. Najviše postrojenja za obogaćivanje uranija bilo je izgrađeno u vojne svrhe. U njima se može proizvoditi i visoko obogaćeno gorivo, sa sadržajem izotopa uranija-235 i preko 80%, koje se upotrebljava za izradu nuklearnog oružja. Zato postrojenja za obogaćivanje uranija spadaju u najosjetljiviji dio predreaktorskog dijela nuklearnog gorivog ciklusa, s velikim ograničenjima i zabranom prijenosa tehnologije iz država koje ga posjeduju. 
Obogaćenje za lakovodne (obična voda) reaktore se mijenja od nešto manje od 2% do maksimalno dozvoljenih 5% (težinskih) uranija-235. Obogaćenje u podmorničkim reaktorima, a naročito u nuklearnom oružju je veće. Osim obogaćenog uranija u procesu obogaćivanja, nastaje i osiromašeni uranij gdje je težinski udio uranija-235 obično između 0,20% i 0,35%.

## Vrste obogaćenog uranija

### Nisko obogaćeni uranij
Nisko obogaćeni uranij (engl. Slightly enriched uranium - SEU) ima sadržaj uranija-235 od 0,9% do 2%. On se koristi kao zamjena za prirodni uranij u teškovodnim nuklearnim reaktorima, kao što je u nuklearnoj elektrani CANDU (CANada Deuterium-Uranium) u Kanadi. Troškovi takvog reaktora su manji, jer troši manje nuklearnog goriva i manji su troškovi zbrinjavanja nuklearnog otpada. 

### Reprocesirani uranij
Reprocesirani uranij (engl. Reprocessed uranium) može biti dobiven iz rashodovanog nuklearnog naoružanja ili dobiven preradom istrošenog goriva – reprocesiranjem.  Reprocesirani uranij dobiven iz lakovodnih nuklearnih reaktora sadrži uranija-235 samo malo više od prirodnog uranija i zato se može iskoristiti samo u nuklearnim reaktorima koji ne koriste obogaćeni uranij (teškovodni nuklearni reaktor). Reprocesirani uranij sadrži i nepoželjni uranij-236, koji hvata neutrone i time nepotrebno ih troši, pa je uz reprocesirani uranij potreban za nuklearno gorivo i više obogaćeni uranij. Osim toga, reprocesirani uranij stvara neptunij-237, koji je vrlo nepoželjan u nuklearnom otpadu i stvara velike poteškoće.

### Srednje obogaćeni uranij
Srednje obogaćeni uranij (engl. Low-enriched uranium - LEU) ima manje od 20% uranija-235. Koristi se kao nuklearno gorivo za lakovodne nuklearne reaktore, kojih ima najviše u svijetu, a uranija-235 ima od 2% do maksimalno dozvoljenih 5% (težinskih). Za istraživačke nuklearne reaktore uranija-235 ima od 12% do 19,75%. 

### Visoko obogaćeni uranij
Visoko obogaćeni uranij (engl. highly enriched uranium - HEU) ima više od 20% uranija-235. Visoko obogaćeni uranij za nuklearno oružje ima više od 80% uranija-235. Prva atomska bomba "Mali dječak" (engl. Little Boy), koja je bačena na Hirošimu 1945., imala je 64 kilograma obogaćenog uranija s 80% uranija-235. Kritična masa takvog goriva je oko 50 kg, a to znači da manja masa od toga ne bi pokrenula nuklearnu lančanu reakciju. 
Visoko obogaćeni uranij se koristi i kod nuklearnih reaktora s brzim neutronima, koji trebaju nuklearno gorivo s najmanje 20% uranija-235. Pomorski nuklearni reaktori trebaju nuklearno gorivo s najmanje 50% uranija-235 (najviše 90%). Značajna količina visoko obogaćenog uranija se koristi u medicini za dobivanje izotopa, kao što je na primjer molibden-99, koji se koristi za tehnecij-99m generatore.

## Postupci obogaćivanja uranija
Razvijeno je nekoliko postupaka za izotopno razdvajanje uranija, a to su uglavnom fizički postupci koji iskorištavaju razliku masa izotopa uranija-235 i uranija-238. Za razdvajanje se uglavnom koristi plin uranijev heksafluorid (UF6). Kod nekih postupaka se taj plin razređuje s vodikom i helijem. 
Zajednička je karakteristika svih tih postupaka relativno nizak iskoristljivost razdvajanja u jednom stupnju. Zbog toga je za obogaćivanje uranija potreban čitav niz uzastopnih stupnjeva (kaskada), ponekad i preko tisuću puta, a paralelnim se povezivanjem elemenata za razdvajanje osigurava željeni kapacitet postrojenja. Osim obogaćenog uranija u procesu obogaćivanja, nastaje i osiromašeni uranij gdje je težinski udio uranija-235 obično između 0,20% i 0,35%. 
Trenutno su na tržištu samo dvije metode obogaćivanja uranija koje se koriste: plinska difuzija (stariji postupak) i plinska centrifuga (noviji postupak). Ostale metode su još u postupku ispitivanja.

### Difuzijske metode

#### Plinska difuzija
Postupak plinske difuzije se zasniva na tome da će lakša molekula izotopa uranija-235 imati veću brzinu kroz polupropusnu membranu s malim rupicama, pa će i više tih molekula (uranijev heksafluorid - UF6) prolaziti, jer će češće udarati u membranu i s više pokušaja ostvariti i više prolaza kroz rupice membrane. Da bi prolaz molekula bio ostvaren samo udaranjem u membranu, a ne zbog plinske difuzije, mora promjer rupice biti desetak puta manji od srednjeg slobodnog puta molekula plina, koji uz atmosferski tlak iznosi oko 0,1 μm. Da bi se osigurao protok plina kroz komore s membranama, mora se kompresorima održavati niži tlak s jedne strane membrane i viši tlak s druge strane. Ovaj postupak je bio najvažniji za dobivanje obogaćenog uranija u vrijeme hladnog rata.

#### Toplinska difuzija
Ovaj postupak koristi prijenos topline duž tankog sloja tekućine ili plina, da bi se odvojili izotopi. Tako će lakše molekule s uranijem-235 difudirati prema toplijoj površini, a teže molekule s uranijem-238 će difudirati prema hladnijoj površini. Ovaj postupak se koristio za vrijeme Drugog svjetskog rata.

### Metoda centrifuga

#### Plinska centrifuga
Postupak s plinskim centrifugama koristi centrifugalne sile za razdvajanje izotopa. Plin uranijev heksafluorid (UF6) se okreće u rotoru velikom brzinom, pri čemu se ostvaruje i kaskadni efekat u protustrujnom toku, koji još zavisi o promjeru i dužini rotora. Rotor je smješten unutar omotača, koji istovremeno služi kao zaštita pri lomu rotora, a održava se i vakuum, da bi se smanjilo trenje zbog okretanja rotora. Plin se u rotor dovodi i odvodi aksijalno s gornje strane centrifuge.
Moć razdvajanja centrifuge teorijski je proporcionalna s četvrtom potencijom obodne brzine rotora. Pronađeni su materijali koji su mehanički čvrsti i kemijski stabilni. Centrifuge imaju mnogo veću moć razdvajanja po stupnju od plinske difuzije, pa je dovoljno desetak centrifuga povezanih u seriju, da bi se dobio obogaćeni uranij s 3% uranija-235. Ali budući je protok kroz centrifuge malen, potrebno je postaviti više redova centrifuga paralelno, tako da u jednom postrojenju ima i preko 1000 takvih centrifuga. 
Postrojenja s plinskim centrifugama trose puno manje energije od postrojenja s plinskom difuzijom, negdje samo oko 4%.

#### Zippe plinska centrifuga
Zippe plinska centrifuga je poboljšanje plinskih centrifuga, a najveća razlika je u korištenju topline. Dno rotirajućeg valjka se grije, stvarajući konvektivno strujanje koje pomiče uranij-235 prema gore, gdje se onda skuplja s lopaticama. Ovakav tip postrojenja je napravljen u Pakistanu.

### Laserska metoda
Laserska se metoda temelji na selektivnom pobuđivanju atoma ili molekula uranija laserskim zračenjem nakon čega se pobuđeni atomi odvajaju električkim ili magnetskim poljima. Laserska metoda obogaćivanja ima manju potrošnju energije, proizvodi manje otpada i efikasnija je od difuzijske i metode centrifuga, ali dio se procesa odvija u vakuumu. 2007. su pokrenuta pokusna postrojenja za obogaćivanje uranija laserom, s ciljem da se pokrene globalno širenje nuklearne energije. Laser je podešen na točno određenu vibracijsku frekvenciju atoma uranija-235 ili pak molekule koja sadrži izotop uranija -235, da izazove drugačije ponašaju od težih molekula uranija -238. 
Obogaćivanje uranija započinje miješanjem plinovitog uranovog heksafluorida (svaki atom uranija okružen sa šest atoma fluora) s inertnim plinom kako bi se uranij razrijedio. Plin se zatim hladi i struji kroz mlaznice nadzvučnom brzinom. Svjetlosne zrake iz lasera prodiru u plin uzrokujući vibracijsku energiju u molekulama U-235 stvarajući kemijske veze. Viša vibracijska energija uzrokuje da svaka molekula U-235 brže reagira s trećom česticom u struji plina. U jednoj verziji procesa, nova molekula se formira oko U-235.  Vijek nove molekule prije raspada je manji od jedne mikrosekunde, a molekula U-235 proizišlu silu iz tog procesa potiskuje na rubove struje. Najvažniji čimbenik u cijelom tom procesu je brzina pulsa kojeg emitira laser. Svaki puls koji izazove laser mora sadržavati oko 1 J energije i mora biti ponovljen dovoljno brzo kako bi mogao razotkriti što je moguće više plina. U slučaju da puls kojeg emitira laser nije dovoljno brz, dodaje se još lasera.

### Metoda elektromagnetskog razdvajanja
Prvi pokušaj razdvajanja izotopa uranija bio je izveden metodom elektromagnetskog razdvajanja, pri čemu su ionozirani atomi uranija ubrzavani u električnom polju, a zatim djelovanjem homogenog magnetskog polja su zakretani po krivulji, koja je bila obrnuto proporcionalna masi iona. Tako se snop iona razdvajao na onoliko dijelova koliko je bilo izotopa. Na kolektoru su se na raznim mjestima skupljali različiti ioni, u jednom stupnju razdvajanja iona. Budući da se cjelokupna masa materijala morala ionizirati i propuštati kroz elektromagnetski separator, pokazalo se da je potrebna ogromna količina energije, tako da je ta metoda bila neekonomična, s obzirom na druge postupke.

### Aerodinamička metoda
Aerodinamička metoda se zasniva na izdvajanju izotopa uranija pomoću pogodno usmjerenih plinskih mlazova. Usmjeravanje mlaza ostvaruje se pomoću jedne ili više pregrada. Plin uranijev heksafluorid (UF6) se razrijeđuje vodikom ili helijem, što omogućuje povećanje brzine mlaza pri određenoj razlici tlakova, čime se povećava i razdvajanje od 1,5% do 3%. 
Proces pomoću separacione mlaznice ili Beckerov postupak razvijen je u Njemačkoj, a zasniva se na korištenju centrifugalne sile koja djeluje na zakrivljeni mlaz smjese plinova. Relativno visok faktor razdvajanja po stupnju dozvoljava gradnju postrojenja za obogaćivanje uranija uz niske troškove i uz umjerenu potrošnju energije. Prvo pokusno postrojenje je sagrađeno u Brazilu.
Vrtložni sustav helikon razvijen je u Južnoafričkoj Republici kao probno postrojenje. Elemenat za razdvajanje je centrifuga s nepomičnim zidovima. Faktor separacije iznosi oko 2,5% do 3%, ali je protok plina dosta mali.

### Postupak kemijske izmjene
Postupak kemijske izmjene često je primjenjivan za izotope lakih elemenata, pa se počeo primjenjivati i za obogaćivanje uranija u Francuskoj od 1968. Do sada nije sagrađeno ni jedno industrijsko postrojenje, ali postoji prototipni uređaj i dva probna postrojenja. 

## Postrojenja u svijetu
Postrojenja za obogaćivanje uranija imaju Argentina, Brazil, Kina, Francuska, Njemačka, Indija, Iran, Japan, Nizozemska, Sjeverna Koreja, Pakistan, Rusija, Ujedinjeno Kraljevstvo i SAD. Belgija, Iran, Italija i Španjolska sudjeluju u investiranju obogaćivanja uranija u Francuskoj. Prije su takva postrojenja imali Libija i Južnoafrička Republika.